# Animaniacy (serial animowany 2020)
Animaniacy (ang. Animaniacs, od 2020) – amerykański serial animowany wyprodukowany przez wytwórnie Amblin Television i Warner Bros. Animation. Reboot oryginalnego serialu z lat 1993–1998 pod tym samym tytułem.
Premiera serialu odbyła się w Stanach Zjednoczonych 20 listopada 2020 na platformie streamingowej Hulu.
Platforma streamingowa Hulu zapowiedziała również, że powstanie drugi sezon serialu składający się z trzynastu odcinków, a jego premiera przewidywana jest na 2021 rok.

## Fabuła
Serial opisuje nowe perypetie rodzeństwa Warner – braci Yakko i Wakko oraz siostrze Dot, którzy mieszkają w wieży ciśnień na terenie wytwórni filmowej Warner Brothers i próbują uciec przed strażnikiem Ralphem. Każdego dnia bohaterowie przeżywają niesamowite przygody płatając coraz nowsze figle. Oprócz przygód rodzeństwa Warner serial został również wzbogacony o segmenty z Pinkym i Mózgiem – dwóch laboratoryjnych myszy, które bezskutecznie próbują przejąć władzę nad światem za pomocą genialnego planu.

## Obsada
- Rob Paulsen –
  - Yakko Warner,
  - Pinky,
  - Dr. Psychoszajber
- Jess Harnell – Wakko Warner
- Tress MacNeille – Dot Warner
- Maurice LaMarche – Mózg
- Frank Welker – Ralph
- Stephanie Escajeda – Nora Rita Norita

## Spis odcinków

### Seria 1 (2020)
| Nr | Tytuł                                                                                             | Tytuł polski          | Premiera          | Premiera w Polsce |
| -- | ------------------------------------------------------------------------------------------------- | --------------------- | ----------------- | ----------------- |
| 1  | Jurassic Lark / Suspended Animation, Part 1 / Of Mice and Memes / Suspended Animation, Part 2     | --- / --- / --- / --- | 20 listopada 2020 | nieemitowany      |
| 2  | Warners Unbound / How to Brain Your Dragon / Suffragette City                                     | --- / --- / ---       | 20 listopada 2020 | nieemitowany      |
| 3  | Gold Meddlers / Pinko and the Brain / Math-terpiece Theater: Apples                               | --- / --- / ---       | 20 listopada 2020 | nieemitowany      |
| 4  | Bun Control / Ex-Mousina / Bloopf                                                                 | --- / --- / ---       | 20 listopada 2020 | nieemitowany      |
| 5  | Good Warner Hunting / No Brainer / Ralph Cam                                                      | --- / --- / ---       | 20 listopada 2020 | nieemitowany      |
| 6  | The Cutening / Close Encounters of the Worst Kind / Equal Time                                    | --- / --- / ---       | 20 listopada 2020 | nieemitowany      |
| 7  | Warner She Wrote / France France Revolution / Gift Rapper                                         | --- / --- / ---       | 20 listopada 2020 | nieemitowany      |
| 8  | WhoDonut / Mousechurian Candidate / Starbox and Cindy                                             | --- / --- / ---       | 20 listopada 2020 | nieemitowany      |
| 9  | Here Comes Treble / That’s Not the Issue / Future Brain / The Incredible Gnome In People’s Mouths | --- / --- / --- / --- | 20 listopada 2020 | nieemitowany      |
| 10 | Anima-Nyet / Babysitter’s Flub / The Warners’ Press Conference                                    | --- / --- / ---       | 20 listopada 2020 | nieemitowany      |
| 11 | Phantomaniacs / Fear and Laughter in Burbank / Bride of Pinky / Things That Go Bump in the Night  | --- / --- / --- / --- | 20 listopada 2020 | nieemitowany      |
| 12 | A Zit! / 1001 Narfs / Manny Manspreader                                                           | --- / --- / ---       | 20 listopada 2020 | nieemitowany      |
| 13 | Hindenburg Cola / Roadent Trip / Flotus, Flotus. What Do You Know About Us?                       | --- / --- / ---       | 20 listopada 2020 | nieemitowany      |